# Forchbahn
Die Forchbahn, im Volksmund auch (Tante) Fri(e)da oder Fri(e)da Bünzli genannt, ist eine meterspurige Schmalspurbahn in der Schweiz, die zwischen Zürich und Esslingen verkehrt. Innerhalb der Stadt Zürich fährt sie auf dem regulären Tramnetz, hält dabei aber als Schnelllinie nur an den wichtigsten Haltestellen. Ihr Name stammt von der Ortschaft Forch und dem gleichnamigen Pass (676 m ü. M.) zwischen Zürichsee und Greifensee, der von der Bahn auf etwa halber Strecke überwunden wird.
Die Forchbahn stellt eine Verknüpfung zwischen Strassenbahn und Eisenbahn dar und ist durch die gemeinsame Direktion und Betriebsführung eng mit den Verkehrsbetrieben Zürich (VBZ) verbunden. 2017 beförderte sie über sechs Millionen Fahrgäste. Eigentümerin ist die Forchbahn AG (FB), die im Besitz der Eidgenossenschaft, des Kantons Zürich und der bedienten Gemeinden ist: Bund 32,8 %, Kanton Zürich 31,5 %, Stadt Zürich 11,3 %, Gemeinde Egg 6,8 %, Gemeinde Zollikon 6,6 %, Gemeinde Zumikon 4,9 %, Gemeinde Küsnacht 3,3 %, Gemeinde Maur 2,1 % und Private 0,7 %.

## Strecke und Betrieb

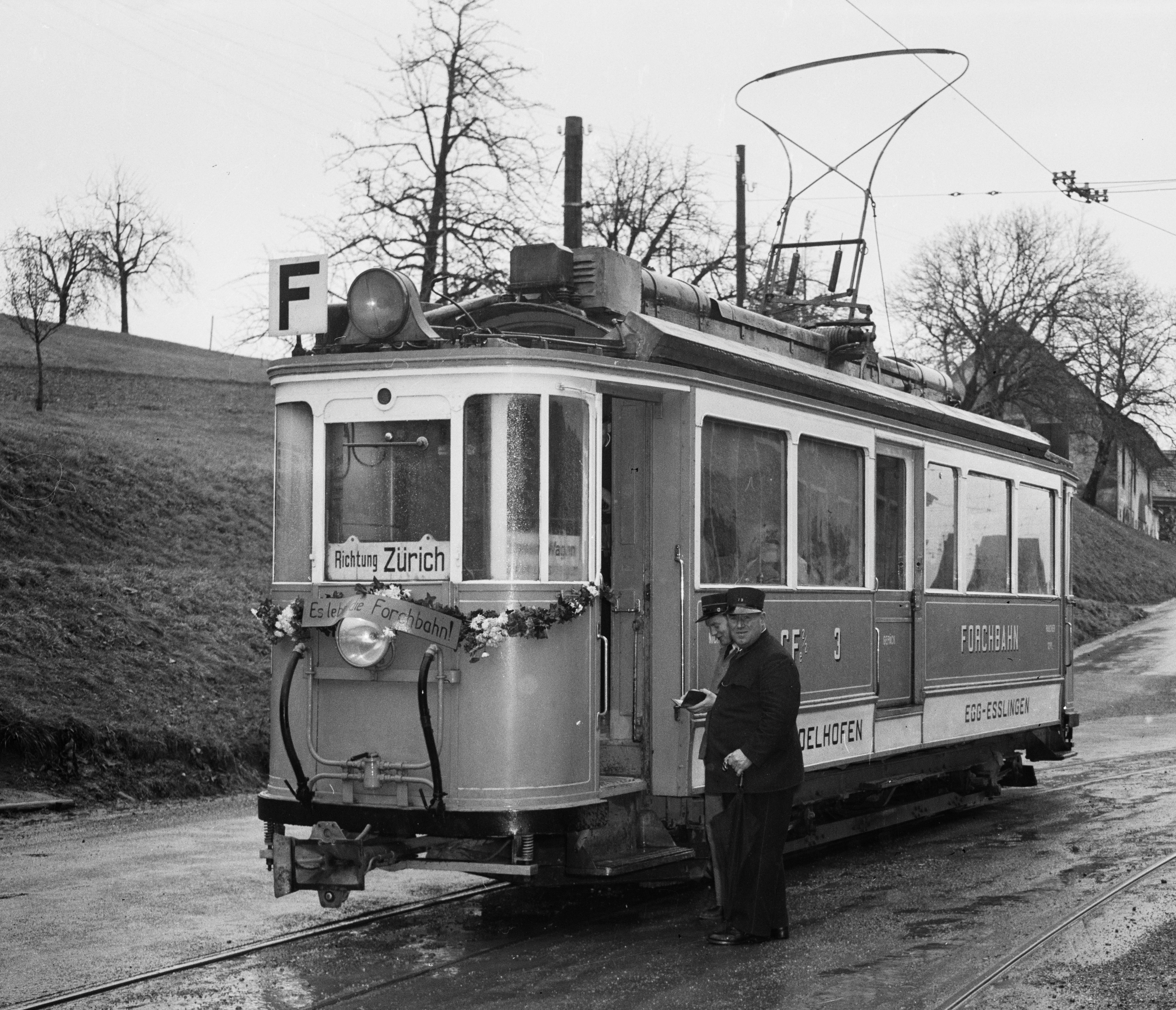
Ce 2/2 Nr. 3 mit dem Liniensignal F im Jahr 1955

| Forchbahn zwischen Zumikon und Zollikerberg |                          |                                                    |                                   |
| |                          |                                                    |                                   |
| Streckennummer (BAV): | 731                      |                                                    |                                   |
| Fahrplanfeld: | 731                      |                                                    |                                   |
| Streckenlänge: | 13,060 km                |                                                    |                                   |
| Spurweite: | 1000 mm (Meterspur)      |                                                    |                                   |
| Stromsystem: | 1200 =                   |                                                    |                                   |
| Maximale Neigung: | 69 ‰                     |                                                    |                                   |
| Zweigleisigkeit: | Zürich Rehalp–Neue Forch |                                                    |                                   |
| |                          |                                                    |                                   |
| \| \| \| Zürich Stadelhofen FB \| 410 m ü. M. \| \| \| \| Zürich Kreuzplatz \| 424 m ü. M. \| \| \| \| Zürich Hegibachplatz \| 435 m ü. M. \| \| \| \| Zürich Balgrist \| 477 m ü. M. \| \| \| 0,000 \| Zürich Rehalp \| 520 m ü. M. \| \| \| 0,500 \| Schwendenhau 1933–1981[5] \| Schwendenhau 1933–1981[5] \| \| \| 1,080 \| Waldburg \| 585 m ü. M. \| \| \| 1,480 \| Spital Zollikerberg [6] \| 600 m ü. M. \| \| \| 1,990 \| Zollikerberg \| 605 m ü. M. \| \| \| 3,000 \| Fadacker aufgehoben 1956[7] \| Fadacker aufgehoben 1956[7] \| \| \| 3,450 \| Waltikon \| 640 m ü. M. \| \| \| \| \| \| \| \| \| Zumiker Tunnel (1758 m) seit 1976 \| \| \| \| 4,250 \| Zumikon Tunnelstation seit 1976 \| 650 m ü. M. \| \| \| 5,020 \| Maiacher Tunnelstation seit 1976 \| 665 m ü. M. \| \| \| \| \| \| \| \| \| \| \| \| \| 5,590 \| Neue Forch geschlossen während Renovation \| 675 m ü. M. \| \| \| 6,400 \| Forch höchstgelegene Station \| 675 m ü. M. \| \| \| \| Forchtunnel (282 m) \| \| \| \| 7,410 \| Scheuren \| 655 m ü. M. \| \| \| 9,000 \| Neuhaus bei Hinteregg \| 605 m ü. M. \| \| \| 10,090 \| Hinteregg \| 560 m ü. M. \| \| \| 10,750 \| Egg \| 545 m ü. M. \| \| \| 11,480 \| Langwies ZH \| 525 m ü. M. \| \| \| 12,200 \| Emmat \| 515 m ü. M. \| \| \| \| \| \| \| \| 13,06 \| Esslingen (seit 1995) \| 485 m ü. M. \| \| \| 13,21 \| Esslingen (1912–1995) \| 475 m ü. M. \| \| \| \| 1912–1949 Anschluss zur UOeB nach Uster und Oetwil \| \| |                          |                                                    |                                   |
| U-Bahn-Kopfbahnhof Streckenanfang |                          | Zürich Stadelhofen FB                              | 410 m ü. M.                       |
| U-Bahn-Haltepunkt / Haltestelle |                          | Zürich Kreuzplatz                                  | 424 m ü. M.                       |
| U-Bahn-Haltepunkt / Haltestelle |                          | Zürich Hegibachplatz                               | 435 m ü. M.                       |
| U-Bahn-Haltepunkt / Haltestelle |                          | Zürich Balgrist                                    | 477 m ü. M.                       |
| U-Bahn-Kopfbahnhof mit Eisenbahn Streckenende und Streckenanfang | 0,000                    | Zürich Rehalp                                      | 520 m ü. M.                       |
| ehemaliger Haltepunkt / Haltestelle | 0,500                    | Schwendenhau 1933–1981                             | Schwendenhau 1933–1981            |
| Haltepunkt / Haltestelle | 1,080                    | Waldburg                                           | 585 m ü. M.                       |
| Bahnhof | 1,480                    | Spital Zollikerberg                                | 600 m ü. M.                       |
| Haltepunkt / Haltestelle | 1,990                    | Zollikerberg                                       | 605 m ü. M.                       |
| ehemaliger Haltepunkt / Haltestelle | 3,000                    | Fadacker aufgehoben 1956                           | Fadacker aufgehoben 1956          |
| Bahnhof | 3,450                    | Waltikon                                           | 640 m ü. M.                       |
| Verschwenkung von links (Strecke außer Betrieb) · Verschwenkung von rechts |                          |                                                    |                                   |
| Strecke (außer Betrieb) · Tunnelanfang |                          | Zumiker Tunnel (1758 m) seit 1976                  | Zumiker Tunnel (1758 m) seit 1976 |
| Haltepunkt / Haltestelle (Strecke außer Betrieb) · Bahnhof (im Tunnel) | 4,250                    | Zumikon Tunnelstation seit 1976                    | 650 m ü. M.                       |
| Haltepunkt / Haltestelle (Strecke außer Betrieb) · Haltepunkt / Haltestelle (im Tunnel) | 5,020                    | Maiacher Tunnelstation seit 1976                   | 665 m ü. M.                       |
| Strecke (außer Betrieb) · Tunnelende |                          |                                                    |                                   |
| Verschwenkung nach links (Strecke außer Betrieb) · Verschwenkung nach rechts |                          |                                                    |                                   |
| ehemaliger Bahnhof | 5,590                    | Neue Forch geschlossen während Renovation          | 675 m ü. M.                       |
| Bahnhof | 6,400                    | Forch höchstgelegene Station                       | 675 m ü. M.                       |
| Tunnel |                          | Forchtunnel (282 m)                                | Forchtunnel (282 m)               |
| Bahnhof | 7,410                    | Scheuren                                           | 655 m ü. M.                       |
| Bahnhof | 9,000                    | Neuhaus bei Hinteregg                              | 605 m ü. M.                       |
| Bahnhof | 10,090                   | Hinteregg                                          | 560 m ü. M.                       |
| Bahnhof | 10,750                   | Egg                                                | 545 m ü. M.                       |
| Haltepunkt / Haltestelle | 11,480                   | Langwies ZH                                        | 525 m ü. M.                       |
| Haltepunkt / Haltestelle | 12,200                   | Emmat                                              | 515 m ü. M.                       |
| Verschwenkung von links · Verschwenkung von rechts (Strecke außer Betrieb) |                          |                                                    |                                   |
| Kopfbahnhof Streckenende · Strecke (außer Betrieb) | 13,06                    | Esslingen (seit 1995)                              | 485 m ü. M.                       |
| Kopfbahnhof Streckenende (Strecke außer Betrieb) | 13,21                    | Esslingen (1912–1995)                              | 475 m ü. M.                       |
| |                          | 1912–1949 Anschluss zur UOeB nach Uster und Oetwil |                                   |

Die befahrene Strecke ist 16,407 Kilometer lang. Davon gehören die 13,060 Kilometer zwischen Zürich Rehalp und Esslingen der Forchbahn, wobei durchgängig signalgesichert und auf Vignolschienen gefahren wird. Auf der Forch und in Zumikon gibt es je einen Tunnel mit 282 respektive 1758 Metern Länge. Mit den beiden Tunnels wurden enge und gefährliche Strassensituationen entlastet.
Die 5,758 Kilometer lange Strecke zwischen Zürich Rehalp und Neuer Forch ist doppelspurig ausgebaut und für den Gleiswechselbetrieb ausgelegt, wobei im Normalfall rechts gefahren wird. Die Stationen Neue Forch und Emmat sind Haltestellen auf Verlangen.
In Zürich wird zwischen Rehalp und dem Bahnhof Zürich Stadelhofen auf 3,347 Kilometern Länge das Netz der Strassenbahn Zürich mitbenutzt. Hierbei wird auf Sicht und auf Rillenschienen gefahren, und die Fahrzeuge der Forchbahn sind wie die Tramwagen mit Blinkern ausgestattet. Der Stadtzürcher Abschnitt gehört den Verkehrsbetrieben Zürich und ist, wie alle Zürcher Tramstrecken, doppelspurig ausgebaut. Er wird grundsätzlich im Einrichtungsbetrieb befahren. Den Zweirichtungsfahrzeugen der Forchbahn stehen bei Betriebsstörungen Gleiswechsel beim Hegibachplatz und beim Tramdepot Burgwies zum vorzeitigen Wenden zur Verfügung. Auch am Kreuzplatz können Zweirichtungsfahrzeuge gewendet werden: Dazu muss in Fahrtrichtung Stadelhofen die Gleisverbindung in Richtung Römerhof befahren werden, um danach rückwärts in die Station Kreuzplatz einzufahren. Die Tramhaltestellen Friedhof Enzenbühl, Burgwies, Wetlistrasse, Hedwigsteig und Signaustrasse werden wegen zu kurzer Bahnsteige von der Forchbahn nicht bedient; mit bis zu 16 Achsen sind die Forchbahn-Züge länger als die maximal zwölfachsigen städtischen Tramzüge.
Das Depot auf der Forch wurde 1970 eingeweiht. 1998 wurde das Depot um eine Abstellhalle erweitert. Nach dem Bau konnten nun noch längere Züge beschafft werden.
Der Fahrbetrieb erfolgt elektrisch mit Gleichspannung von 1200 Volt. Das städtische Strassenbahnnetz bis Rehalp ist mit einer Gleichspannung von 600 Volt elektrifiziert.
Anfangs beförderte die Forchbahn Milch vom Land in die Stadt Zürich und diente dem sonntäglichen Ausflugsverkehr in die Pfannenstiel-Region, ab den 1930er Jahren entwickelte sich die Beförderung von Pendlern nach Zürich zum Hauptzweck der Bahn. Die Züge führen nur die zweite Wagenklasse und verkehren während der Hauptverkehrszeiten im Viertelstundentakt, ansonsten im Halbstundentakt. Zwischen der Forch und Stadelhofen wird den ganzen Tag ein Viertelstundentakt angeboten. An Sonntagen und allgemeinen Feiertagen wird den ganzen Tag, auf der ganzen Strecke im Halbstundentakt gefahren. Zusätzlich fahren zu den Stosszeiten beschleunigte Kurse, die zwischen Zürich Rehalp und Forch nicht halten und die Reisezeit dadurch von 35 Minuten auf 30 Minuten verkürzen. Sie wurden bis in die 2010er Jahre Eilzug genannt, heute spricht das Unternehmen von Schnellzügen.
Seit Betriebsaufnahme des Zürcher Verkehrsverbunds (ZVV) im Jahr 1990 gehört auch die Forchbahn dazu und ist als Linie S 18 in das Netz der S-Bahn Zürich integriert. Ihre Kennfarbe ist ein roter Hintergrund mit weisser Schrift. An den Wochenenden verkehrt im Nachtverkehr anstelle der S 18 die Nachtlinie SN 18 im Stundentakt, allerdings nur bis und ab Egg.
Ursprünglich waren die Forchbahn-Züge mit dem schwarzen Liniensignal F auf weissem Grund beschildert. Dieses diente zu den Zeiten, als das Rollmaterial ebenfalls in den Zürcher Stadtfarben Blau und Weiss lackiert war, zur besseren Unterscheidung von den städtischen Tramlinien. Die freie Interpretation der Bedeutung des Buchstabens F dürfte der Forchbahn auch den Übernamen Frieda eingebracht haben. Mit Einführung der eigenständigen crème-roten Lackierung im Jahr 1959 entfiel diese Kennzeichnung, da die Forchbahn-Züge fortan bereits von weitem erkennbar waren.
Des Öfteren wurde über eine Verlängerung der S 18 bis Zürich Hauptbahnhof diskutiert, ohne dass diese Pläne bisher realisiert wurden. Gemäss dem VBZ Linienkonzept 2025 sollte dies in der Infrastrukturetappe 4 bis 2025 umgesetzt werden. In der aktualisierten Netzstrategie 2030 wurde die Realisierung allerdings auf unbestimmte Zeit zurückgestellt.

## Geschichte

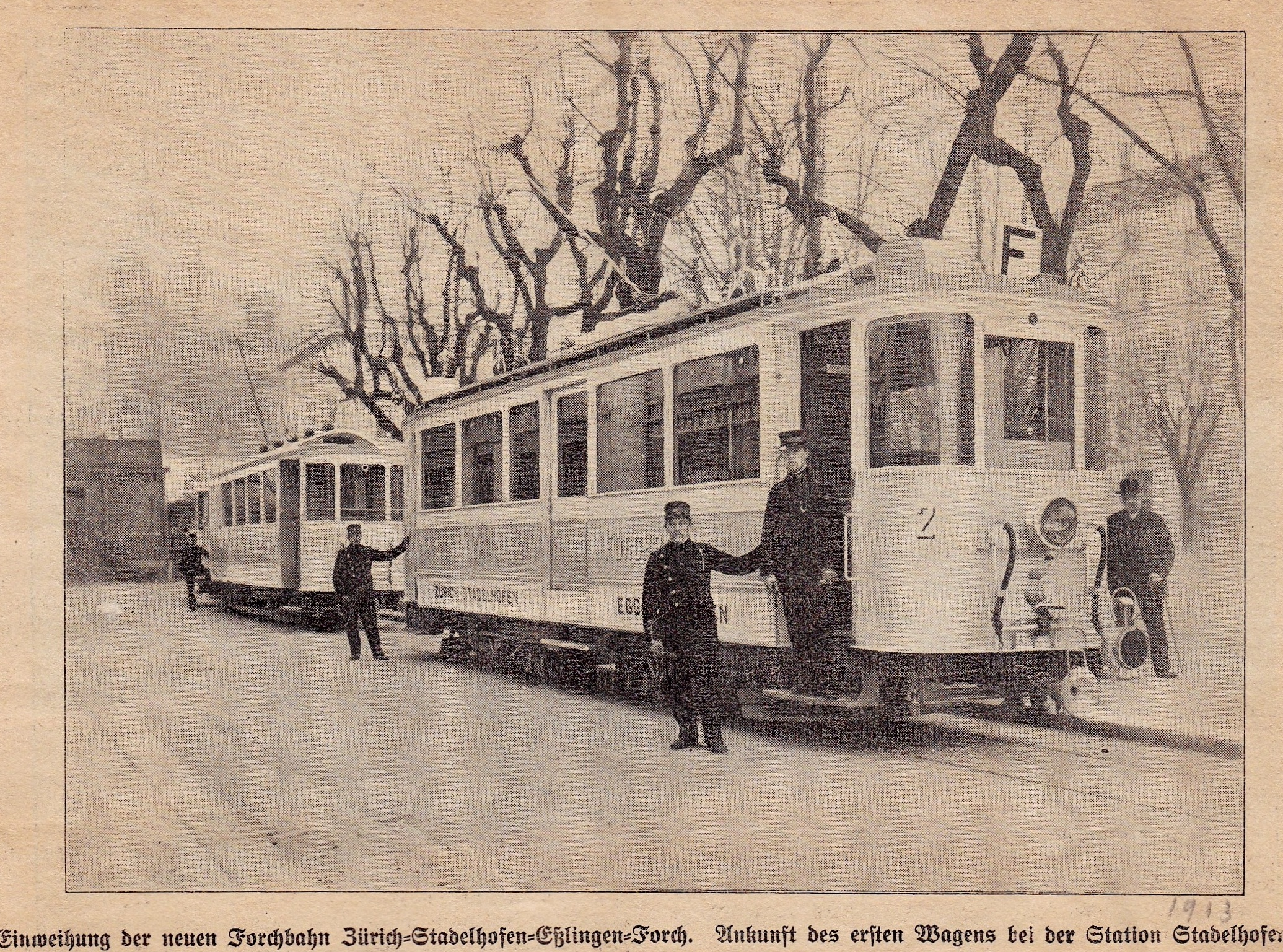
Erster Forchbahnwagen am Bahnhof Stadelhofen, 1912

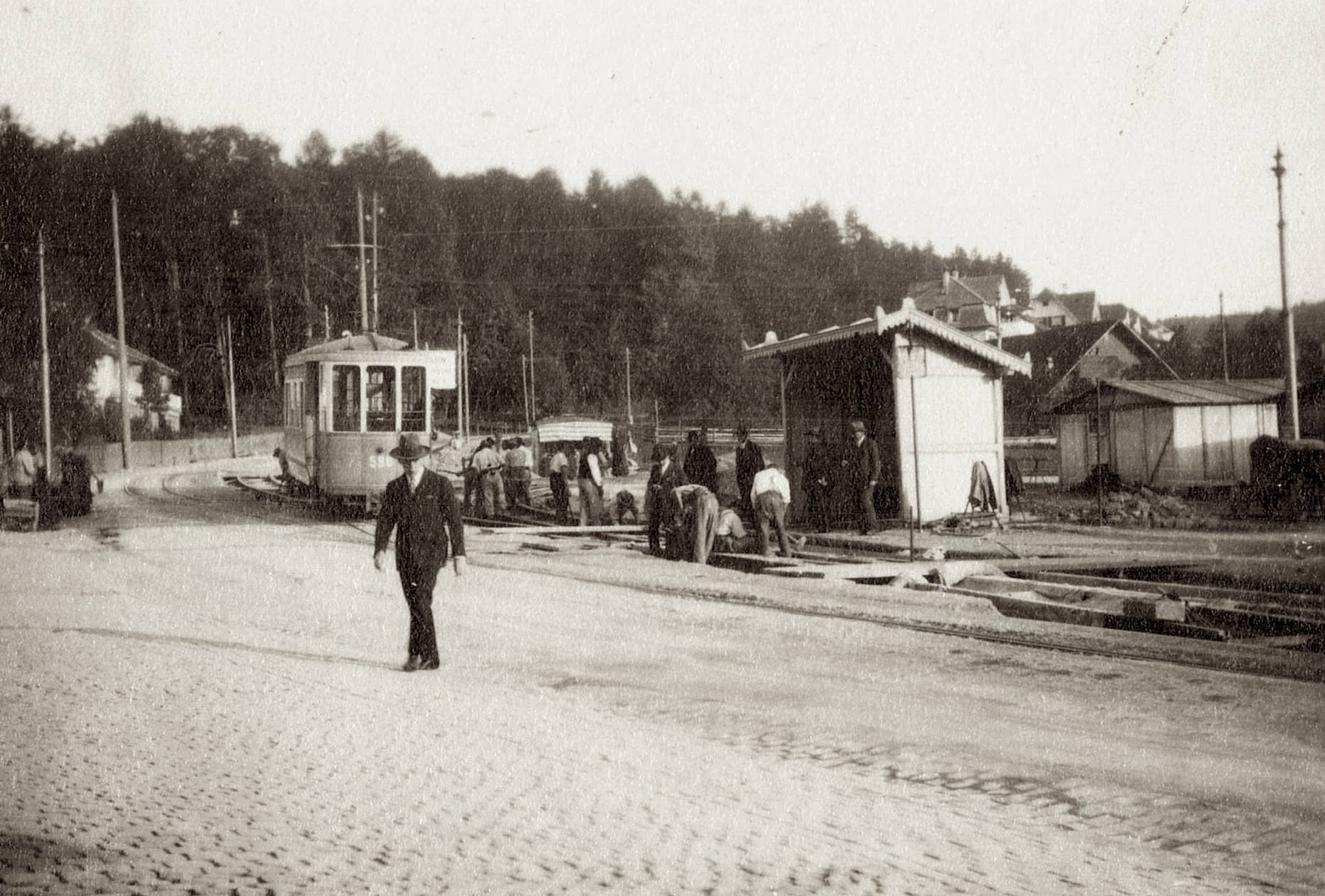
Rehalp, 3. Oktober 1923

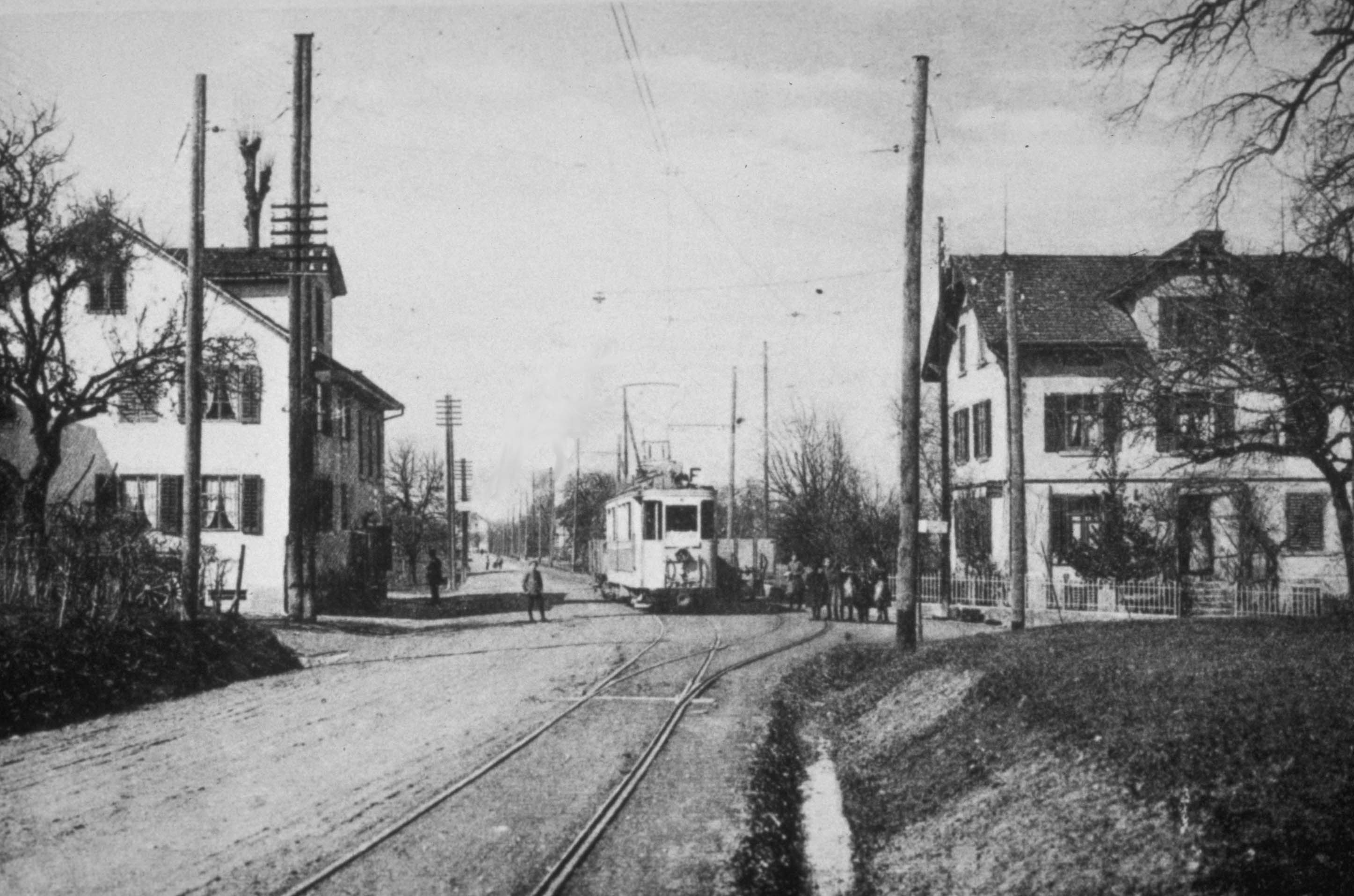
Strassenpartie im Zollikerberg um 1916

Plakat aus dem Jahr 1931, gestaltet von Carl Scherer

Aktie über 500 Franken der Forchbahn AG vom 29. Mai 1956

Ab 1836 verkehrten Postkutschen nach Fahrplan von Zürich über Forch nach Grüningen und Wald.
In den 1870er Jahren entstand ein erstes Projekt zum Bau einer Forchbahn. 1891 bildete sich ein Initiativkomitee zum Bau einer Dampfstrassenbahn von Stadelhofen entlang der Forchstrasse nach Egg und Grüningen. Das Projekt verzögerte sich, zumal die Stadt Zürich sich generell mit dem Ausbau des städtischen Schienenverkehrs beschäftigte und die Pferdebahngesellschaft im Abschnitt Kreuzplatz–Hegibachplatz ebenfalls um eine Konzession ersuchte, aber für ein normalspuriges Rösslitram.
Am 15. April 1898 wurde die Konzession für eine Normalspurbahn Zürich-Tiefenbrunnen–Bubikon erteilt. Auf der Nebenbahn sollten täglich vier mit Dampftriebwagen geführte Züge verkehren. Das Trassee des nicht umgesetzten Projektes hätte Maximalsteigungen von 35 ‰ und Kurvenradien von 160 m gehabt.
Ab 1905 entstand, für die damalige Zeit noch eher ungewöhnlich, eine Autobuslinie. Sie führte von Zürich nach Egg und wurde mit Martini-Autobussen betrieben.
Die Konzession der heutigen Forchbahn wurde am 12. Juni 1908 erteilt. Sie lautete auf den Bau und Betrieb einer elektrischen Strassenbahn von Zürich Rehalp über die Forch nach Egg beziehungsweise Esslingen. Die Aktiengesellschaft der Forchbahn, so die anfängliche Schreibweise, konstituierte sich am 20. Juni 1910 und nahm am 29. November 1912 den regulären Betrieb der Überlandstrassenbahn auf. Die Betriebsführung erfolgte von Beginn an durch die Städtische Strassenbahn Zürich (StStZ), deren Gleise auf dem Abschnitt Stadelhofen–Rehalp mitbenutzt werden. Der Geschäftssitz der Forchbahn wurde deshalb bereits 1910 von Egg in den damaligen Zürcher Stadtkreis V verlegt.
Die Fahrzeit über die Gesamtstrecke der Forchbahn betrug bei Eröffnung noch 67 Minuten. Anfangs standen fünf Motorwagen CFe 2/2, vier Anhänger, zwei gedeckte Güterwagen und vier offene Güterwagen zur Verfügung. In Esslingen bestand Anschluss an die 1909 eröffnete, ebenfalls meterspurige Uster–Oetwil-Bahn (UOe), mit der die Forchbahn den Bahnhof gemeinschaftlich unterhielt. Die Uster–Oetwil-Bahn wiederum hatte in Langholz Anschluss an die 1903 eröffnete Wetzikon–Meilen-Bahn (WMB). Eine Fusion der drei Bahnen kam nie zustande.
1916 wurde der Betrieb von Rollenstromabnehmer auf Lyrabügel umgestellt. 1924 wurde die Fahrdrahtspannung von 1000 Volt auf 1200 Volt erhöht und die Triebwagen 3, 4 und 5 mit neuen, stärkeren Motoren ausgestattet, so dass die Höchstgeschwindigkeit auf 35 km/h erhöht und die Fahrzeit auf 56 Minuten verkürzt werden konnte.
Im Jahre 1933 erhielt die Forchbahn den ersten Streckenabschnitt auf Eigentrassee auf dem Abschnitt Rehalp–Zollikerberg.
Am 5. Oktober 1941 kollidierten zwei Züge auf der eingleisigen Strecke zwischen den Stationen Forch und Scheuren frontal. Der Wagenführer des einen Zuges fand den Tod, der andere erlitt nur leichtere Verletzungen. Drei Fahrgäste wurden schwer, acht leicht verletzt. Ursache der Kollision war ein Missverständnis zwischen dem Stationspersonal: Aufgrund einer Zugsverspätung wollte der Stationsvorstand auf der Forch die beiden Züge ausserplanmässig in Scheuren kreuzen lassen, die entsprechende Anweisung wurde dort aber falsch verstanden.
1948 wurden die bereits während des Zweiten Weltkriegs bestellten Triebwagen Nr. 9 und 10 abgeliefert. Dies waren die ersten vierachsigen Triebwagen der Forchbahn. Eine weitere Neuerung war die Schaltung mit Halbspannungsmotoren, die es erlaubte, auf der Stadtstrecke bis Rehalp die normale Fahrgeschwindigkeit zu erreichen. Die älteren Triebwagen konnten nur mit reduzierter Geschwindigkeit auf dem Stadtnetz verkehren.

Saurer-Autobusse der StStZ in Zumikon während des Probebetriebs im November 1950

An der kantonalen Volksabstimmung am 26. Mai 1946 beschlossen die Zürcher, die Uster–Oetwil-Bahn und die Wetzikon–Meilen-Bahn auf Autobusbetrieb umzustellen. Die UOe stellte ab Oktober 1949 den Betrieb ein, die WMB im Mai 1950. Beide Bahnen wurden abgebrochen und durch die Verkehrsbetriebe Zürcher Oberland (VZO) ersetzt. Für die Forchbahn bestanden auch Pläne für eine Umstellung auf Autobus- oder Trolleybusbetrieb. Ein zweiwöchiger Probebetrieb mit gemieteten Autobussen der StStZ im November 1950 verlief nicht zufriedenstellend. Zum einen führte der Widerstand der Bevölkerung zu einem erhöhten Bedarf an Tiertransporten, die auf der Strasse nur schwer zu bewerkstelligen waren, zum anderen behinderten die beengten Strassenverhältnisse ein zügiges Vorankommen der Autobusse. Aus diesem Grund und aufgrund eines Gutachtens der ETH Zürich beschloss der Verwaltungsrat 1951, die Bahn zu erhalten und umfassend zu modernisieren, was auch wegen der Ausbaupläne an der Forchstrasse notwendig war. Die 1958 auslaufende Konzession wurde deshalb vorzeitig erneuert, zumal die Bevölkerung an einer kantonalen Abstimmung im Juli 1955 der finanziellen Unterstützung der Bahn zustimmte. In der zweiten Hälfte der 1950er Jahre wurden grosse Teile der Strecke von der Strasse auf einen separaten Gleiskörper verlegt und teilweise zweigleisig ausgebaut. So billigte der Verwaltungsrat 1954 einen Kredit von 2,2 Millionen Schweizer Franken für die Doppelspur zwischen Zürich Rehalp und Zollikerberg und die Beschaffung neuer Fahrzeuge. 1966 endete der Güterverkehr auf der Strecke.
In den 1970er Jahren folgten weitere Ausbauschritte, welche die Forchbahn heute massgeblich prägen: 1970 wurden der Neubau der Depotanlage Forch, der zugehörigen Station Forch und des Forch-Tunnels unter der gleichzeitig erstellten Forch-Autostrasse (A52) eröffnet. Ein Jahr später wurde beschlossen, den Ortskern von Zumikon zu untertunneln; mit den Bauarbeiten dazu wurde 1973 begonnen, und 1975 wurde während des Baus entschieden, den Tunnel noch zu verlängern. Der 1758 Meter lange Tunnel Zumikon mit den beiden Tunnelhaltestellen Zumikon und Maiacher wurde 1976 eröffnet und unterfährt das Gemeindegebiet von Zumikon fast vollständig. Seither ist die Forchbahn auf dem Überlandabschnitt durchgehend unabhängig von der Strasse trassiert und wird zwischen Rehalp und Esslingen als Eisenbahn betrieben.
Die 1974 erstellte Betriebsplanung wies für die nächsten zwei Dekaden einen Bedarf von etwa zehn neuen Doppeltriebwagen aus. Das Konzept für das neue Rollmaterial wurde zusammen mit der VBZ und deren Lieferanten ausgearbeitet. Es basierte auf den neuen Trams Be 4/6 Tram 2000 der VBZ. Die Forchbahn-Variante wird FB 2000 genannt und besteht aus zwei kurzgekuppelten Be-4/4-Triebwagen, die über beidseitige Türen und einen um 10 cm auf 2,30 m verbreiterten Wagenkasten verfügten. Gleichzeitig mit den ersten neuen VBZ-Trams wurden 1976 die ersten drei Be-8/8-Doppeltriebwagen in Betrieb genommen. 1981 folgten zwei weitere Doppeltriebwagen und vier passende, vierachsige Steuerwagen; 1986 wurde ein sechster Doppeltriebwagen geliefert. Diese Doppeltriebwagen wurden noch in klassischer Technik mit Vorwiderständen und Serien-Parallel-Umschaltung ausgeführt. Damit konnte mit der damaligen Technik zuverlässig zwischen 1200 Volt auf der Überlandstrecke und 600 Volt auf dem Strassenbahnnetz umgeschaltet werden. Die Fahrzeuggeneration der Strassenbahn Neuenburg, die dort bis 2020 im Einsatz war, wurde wiederum von den Be 8/8 abgeleitet.
Der Fahrzeugtyp FB 2000 wurde 1994 ein letztes Mal in Form von acht frei zusammenstellbaren Be-4/4-Einzeltriebwagen geliefert, die aufgrund des einseitigen Führerstands mit mindestens einem weiteren Fahrzeug eingesetzt werden müssen. Analog zur dritten Tram-2000-Serie der VBZ wurden diese mit GTO-Umrichtern-Drehstromantrieb der ABB ausgeliefert.
Mit Inkrafttreten der revidierten Fassung der Eisenbahnverordnung (EBV) am 14. Dezember 2003 wurde den Bahnunternehmen die Pflicht zur Sanierung von Bahnübergängen auferlegt, die nicht mehr dem verlangten Sicherheitsstandard entsprachen. Solche Bahnübergänge waren aufzuheben oder mit Gesuchsfrist bis 31. Dezember 2014 anzupassen. Zu diesem Zeitpunkt besass die Forchbahn 47 Bahnübergänge, die mehrheitlich nur über Andreaskreuze verfügten und in den folgenden Jahren zu sanieren waren.
2004 erhielt die Forchbahn dreizehn niederflurige Halbzüge des Typs Be 4/6 von Stadler Rail.
Die sechs BDe-4/4-Triebwagen 11–16 und einige Steuerwagen wurden im Jahr 2008 nach Madagaskar verschenkt, wo sie – ausgerüstet mit Generatoren an Dieselmotoren – auf den wiederbelebten Gleisen von Antananarivo als Stadtbahn zum Einsatz kommen sollten, was bis heute aufgrund der finanziellen Situation und politischen Ränke nicht gelang. Beim Steuerwagen 107 war die Kupplungsanlenkung so stark beschädigt, dass er nicht nach Afrika verschifft, sondern bei der Firma Hügler AG in Dübendorf verschrottet wurde. 2021 wurde ein Einsatz der Steuerwagen für einen Dschungelexpress im Südosten der Insel vorgeschlagen.
Mit wenigen Ausnahmen wurden die älteren Fahrzeuge abgegeben oder verschrottet. Der BDe 4/4 9 wurde 1982 durch die VBZ zum Dienstwagen Xe 4/4 9 mit abnehmbaren Schneepflügen umgebaut. Als Museumsfahrzeuge hergerichtet sind das Partytram BDe 4/4 10 und der CFe 2/2 4 mit Anhänger C 11.
Im Sommer 2009 wurde der Stadelhoferplatz umgebaut, so dass der Betrieb von Forchbahn und Tram über separate Gleise und Wendeschleifen abgewickelt werden kann. Während der fünfwöchigen Totalsperre verkehrte die Forchbahn ab einem Provisorium in der Kreuzbühlstrasse und wechselte Richtung Kreuzplatz mittels einer temporär installierten Kletterweiche auf das rechte Regelgleis. Die Haltestellenanlage erlaubt seit Wiederinbetriebnahme am 17. August 2009 den barrierefreien Zugang zu Niederflurfahrzeugen, wobei die innere Schleife auf den Betrieb der Forchbahn mit beidseitigen Türen ausgelegt ist und zwei 75-Meter-Züge aufnehmen kann.
Zwischen September 2019 und April 2020 wurde die Haltestelle Spital Zollikerberg in einer zweiten Bauetappe barrierefrei modernisiert und mit einem durchgehenden Haltestellendach über dem Inselperron versehen. Im Rahmen der Arbeiten wurden auch die vier Weichen des doppelten Gleiswechsels östlich der Haltestelle ausgetauscht, während der Kanton die Lichtsignalanlagen der Bahnübergänge Trichtenhauserstrasse und Binzstrasse erneuert hat.
Als erstes der drei Stellwerke der Forchbahn wurde das Stellwerk Egg, welches den Abschnitt Hinteregg–Esslingen steuert, während eines zweiwöchigen Betriebsunterbruchs vom 7. bis 20. Oktober 2019 ausgetauscht. Das ursprüngliche Relaisstellwerk Domino 69 von Integra wurde dabei durch ein elektronisches Stellwerk Simis IS von Siemens Schweiz ersetzt. Zu dessen Bedienung wurde auch das Iltis neu in Betrieb genommen, welches als Bildschirmarbeitsplatz etappenweise das bisherige Drucktastenstellpult ersetzt.
Vom 1. März bis zum 12. Mai 2021 wurde die Bedienung der Haltestelle Emmat eingestellt, um das Perron für die barrierefreie Umgestaltung um 15 Zentimeter zu erhöhen und um acht Meter zu verlängern.
Die Arbeiten für den Austausch des Stellwerks Zollikerberg, welches den Abschnitt Rehalp–Waltikon steuert, erfolgten zwischen dem 17. Mai und Mitte August 2021, während die Umschaltung und Integration ins Iltis während eines viertägigen Betriebsunterbruchs vom 21. bis 24. Oktober vorgenommen wurde.

## Investitionsprogramm «Frieda 2030»
Im Oktober 2021 stellte die Forchbahn unter der Bezeichnung Frieda 2030 der Öffentlichkeit ihr Investitionsprogramm für die laufende Dekade vor. Darin sind rund 25 laufende und geplante Projekte diverser Grössen zusammengefasst, von der Erneuerung des Rollmaterials und zugehöriger Depotinfrastruktur, über Tunnelsanierungen und Doppelspurausbauten, bis hin zum Abschluss der barrierefreien Haltestellenerneuerungen. Analog zu den ab 1959 getroffenen Investitionen in die Modernisierung der Forchbahn sollen die Projekte im Gesamtvolumen von 325 Millionen Franken die Infrastruktur für die nächsten 60 Jahre ertüchtigen.
Bei der folgenden Planung und den Terminen kann es durch allfällige Einsprachen noch zu Veränderungen kommen.
Haltestelle Hinteregg (2025–2026)
Der Ausbau der Haltestelle Hinteregg hat einen behindertengerechten Zugang zum Ziel. Zudem wird der Unterstand erneuert und der Perron auf 80 Meter verlängert. Hierfür muss die Weiche auf Seite Esslingen einen grösseren Radius erhalten, weshalb der Bahnübergang leicht nach Süden versetzt wird. Danach werden nacheinander das talseitige und das bergseitige Gleis neu erbaut.
Sanierung Tunnel Zumikon (2022–2024)
Der Tunnel Zumikon ist seit 1976 in Betrieb. Das Bauwerk wies Schäden durch Korrosion und Kalkablagerungen auf. Zudem waren Fahrleitung, Weichen, Schotter und Holzschwellen abgenutzt. Die Gesamtsanierung sah den Einbau einer festen Fahrbahn der Bauart LVT, den Einbau von Deckenstromschienen, den Ersatz der Weichen mit einem Radius von 130 Metern durch neue mit einem Radius von 900 Metern auf einem Masse-Feder-System, neue Weichen vor dem östlichen Tunnelportal und weitere bauliche Massnahmen zum Beispiel für die Entwässerung vor.
Die Arbeiten erfolgten im laufenden Bahnbetrieb und im Dreischichtbetrieb. Die Züge verkehrten in dieser Zeit eingleisig. Während der Nacht und zu Randzeiten konnten wiederholt keine Züge verkehren. Die Haltestelle Waltikon wurde um rund 300 Meter Richtung Zürich verschoben. Der Hauptinstallationsplatz wurde südlich des Portals Neue Forch erstellt; die Haltestelle war während der gesamten Bauzeit aufgehoben. Beim Portal Waltikon entstand eine Eingleisstelle für Zweiwegefahrzeuge.
Die Gesamtkosten wurden auf 34 Millionen Franken veranschlagt, betrugen aber 60 Millionen Franken. Die Arbeiten konnten im Juni 2024 abgeschlossen werden.
Haltestelle Scheuren und Verlängerung Kreuzungsstelle (2023–2024)

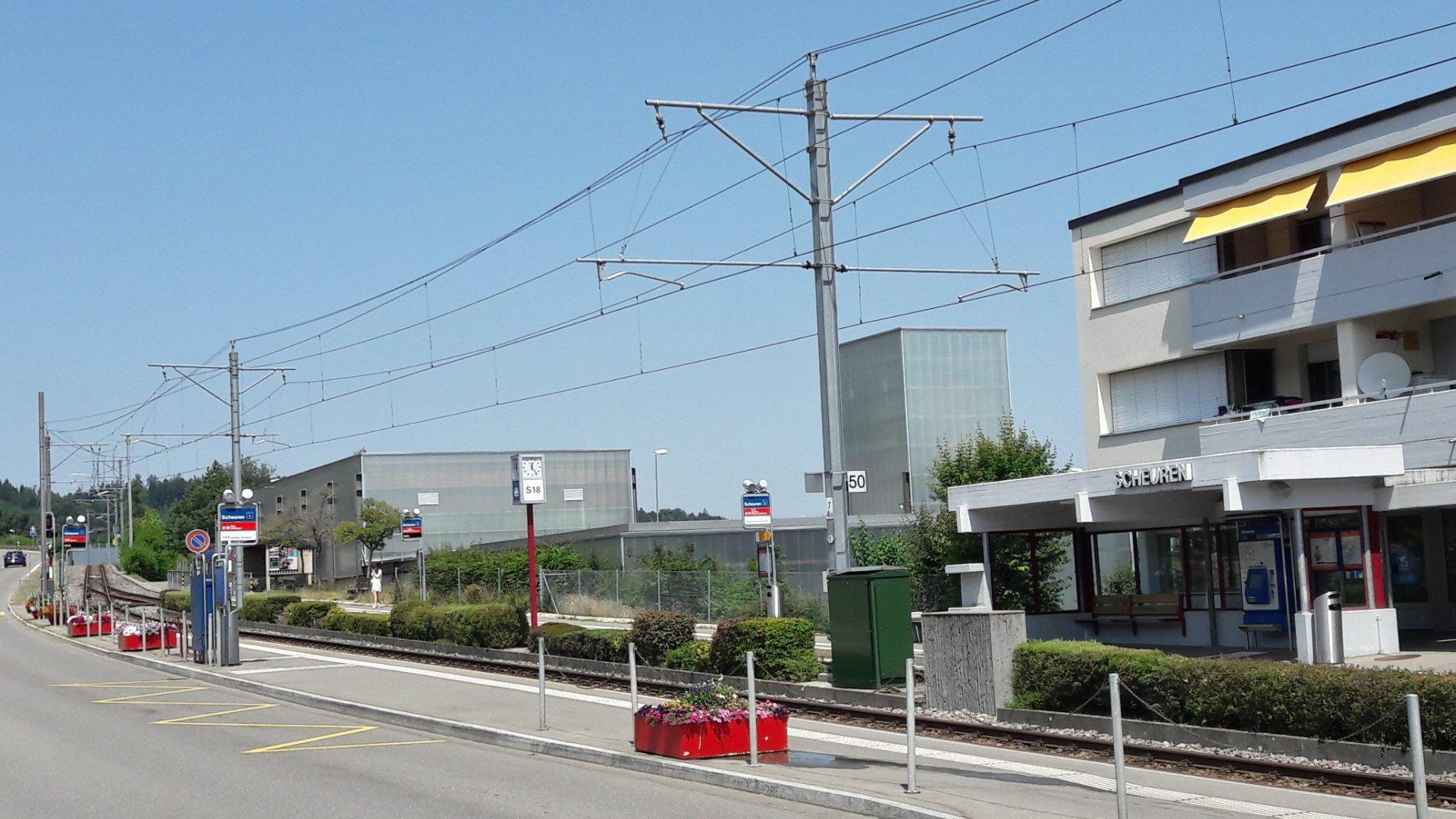
Scheuren

Im Fahrplan der Forchbahn erfolgen Taktkreuzungen in der Haltestelle Scheuren. Verspätungen werden wegen des einspurigen Abschnitts zwischen den Haltestellen Forch und Scheuren auf den wartenden Gegenzug übertragen. Im Rahmen des behindertengerechten Ausbaus der Haltestelle Scheuren wird daher die Kreuzungsstelle bis zum Portal des Forchtunnels verlängert; ebenso wird die Weiche auf Seite Esslingen in selbige Richtung verschoben, so dass die Forchstrasse um zwei Meter versetzt werden muss.
Die Kosten für die Baumassnahmen werden auf 10  Millionen Franken beziffert. Der Baustart war für das dritte Quartal 2023 vorgesehen. Die Arbeiten dauern voraussichtlich 13 Monate.
Haltestelle Waldburg (2023–2025)

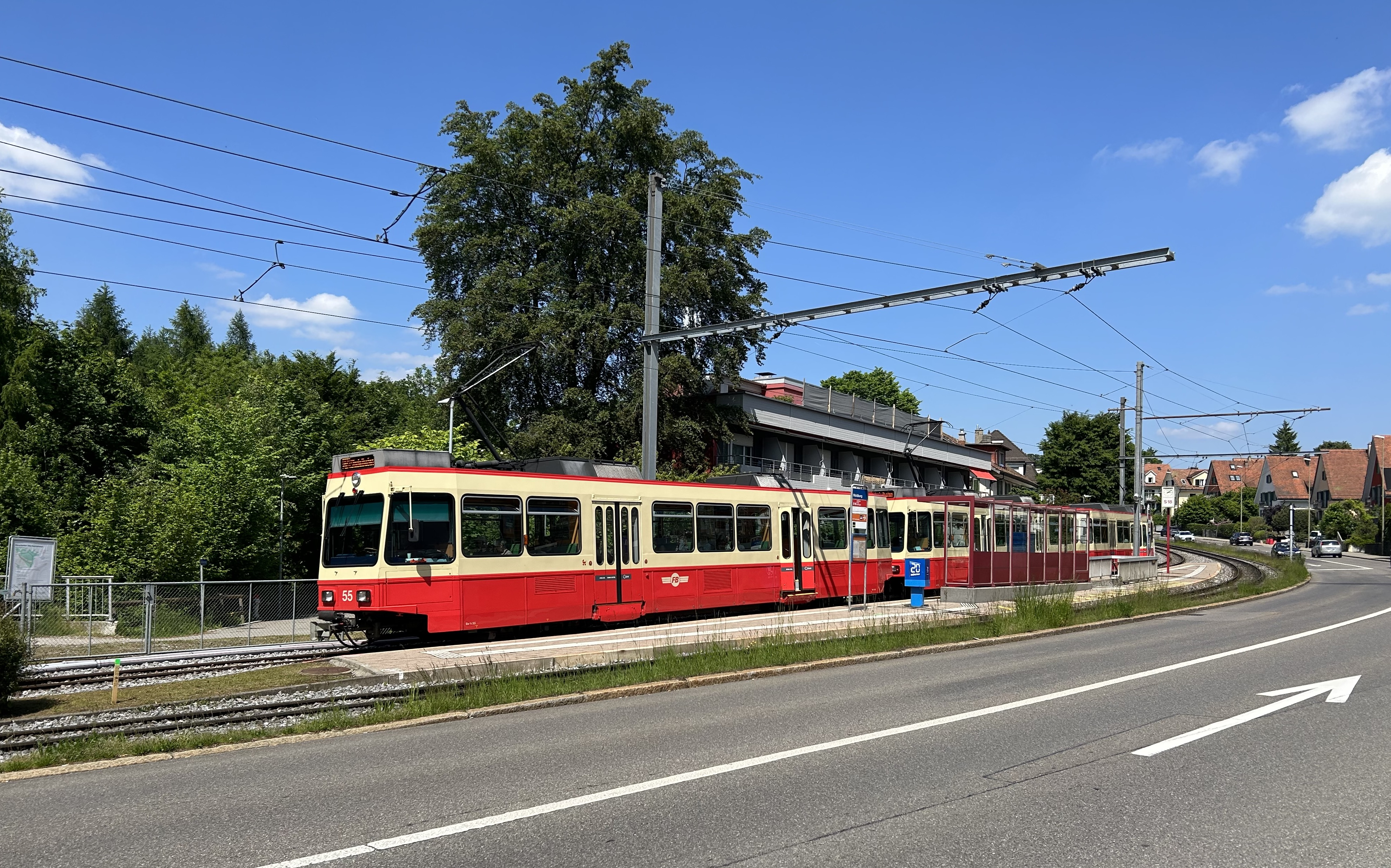
Forchbahn in der Station Waldburg

Die 1973 erbaute Haltestelle Waldburg mit ihrem schmalen Inselperron erfüllt nicht mehr die gesetzlichen Vorschriften. Vor allem im Bereich des Treppenaufgangs und der Rückwand des Unterstands ist der Perron sehr schmal. Die Haltestelle soll wie die benachbarte Haltestelle Spital Zollikerberg behindertengerecht umgebaut werden, mit einer zweiten Unterführung mit Lift und Rampenzugang. Das Perron wird verlängert und verbreitert, was eine Veränderung des Verlaufs der Forchstrasse zur Folge hat. Im Zuge der Arbeiten wird auch die zugehörige Autobushaltestelle barrierefrei gestaltet. Zugänge und Perron werden komplett überdacht.
Der anschliessende, rund 900 Meter lange und 69 Promille steile Abschnitt bis Rehalp wird ebenfalls komplett erneuert. Dabei wird der Gleisabstand leicht erweitert, um bei Einspurbetrieb den Einsatz einer Gleismaschine zu erlauben. Zur Erhöhung der Betriebssicherheit muss neben dem bergseitigen Gleis die Waldgrenze um vier Meter zurückversetzt werden, um ein sechs Meter tiefes Lichtraumprofil ohne hohe Vegetation schaffen zu können. Für die rund 3000 Quadratmeter gerodeten Wald muss an einem anderen Ort ein Ersatzwaldstück aufgeforstet werden.
Um den in der Innenstadt zurzeit unzuverlässig funktionierenden Betriebsfunk zu ersetzen, ist ein 20 Meter hoher Mast geplant.
Die Baukosten für das Massnahmenpaket werden mit 19,5 Millionen Franken beziffert. Während der Bauarbeiten seit Sommer 2023 kann die Haltestelle Waldburg nicht bedient werden.
Stellwerkersatz Forch (2024–2025)
Als drittes und letztes Relaisstellwerk wird das Stellwerk Forch, welches den Abschnitt von Waltikon bis Hinteregg steuert, durch ein Simis IS ersetzt. Wie bei den Stellwerken Egg und Zollikerberg wird dieses ins ILTIS integriert, das im Regelbetrieb die Zugslenkung automatisiert abarbeitet. Mit dieser letzten Etappe soll ab 2025 auch ein Fahrgastinformationssystem in Betrieb genommen werden.
Die Kosten für den Stellwerkersatz betragen 13 Millionen Franken. Die Arbeiten wurden im Laufe des Jahres 2024 ausgeführt und sollen bis 2025 abgeschlossen sein.
Haltestelle Neue Forch und Doppelspur Neue Forch–Forch (2024–2026)

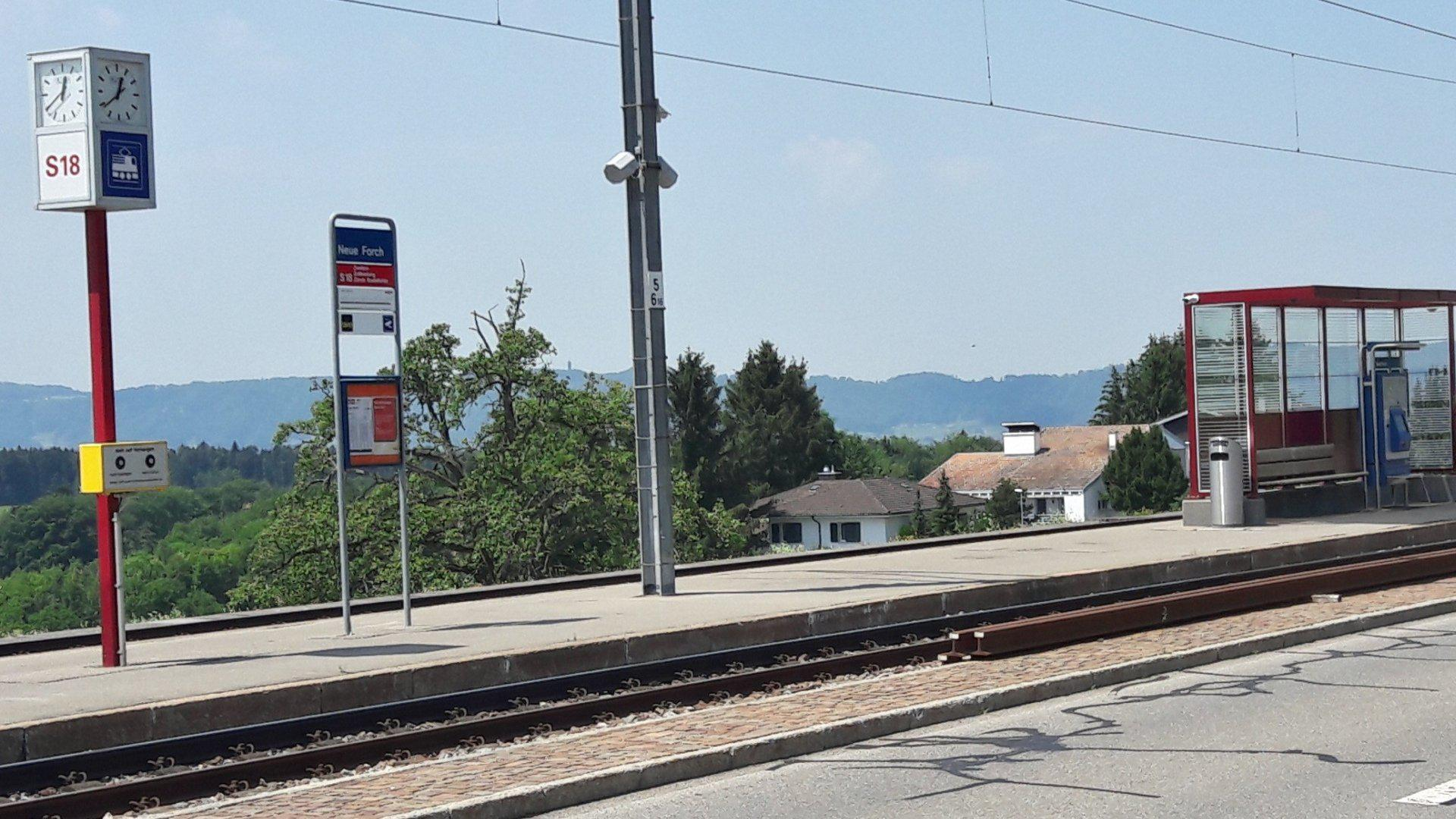
Neue Forch

Der rund 600 Meter lange Einspurabschnitt zwischen Neuer Forch und dem Bahnhof Forch bildet einen betrieblichen Engpass und soll zu einer durchgehenden Doppelspur ausgebaut werden. An die Sanierung des Tunnels Zumikon anschliessend sollen ab 2024 Damm und Stützmauern für das neue seeseitige Gleis 1 erstellt werden. Danach soll das bestehende bergseitige Gleis 2 neu erstellt werden. Im Rahmen der Arbeiten ist geplant, die Haltestelle Neue Forch durch einen in Richtung Zürich verschobenen, behindertengerechten Neubau zu ersetzen, der samt neuer Personenunterführung und der verlängerten Doppelspur im Mai 2026 in Betrieb gehen würde. Für das neue Gleis ist ein Landerwerb in Form eines rund drei Meter breiten Streifens südlich des heutigen Gleises notwendig, der Ende 2022 abgeschlossen sein sollte.
Es wird von Baukosten in Höhe von rund 30 Millionen Franken ausgegangen. Eine mittlerweile verworfene Tunnellösung wäre – ohne Folgekosten – rund 150–200 Millionen Franken teuer geworden und wäre mit einer doppelt so langen Bauzeit und einem Busersatzbetrieb verbunden gewesen.
Instandhaltungszentrum Forch (2025–2027)

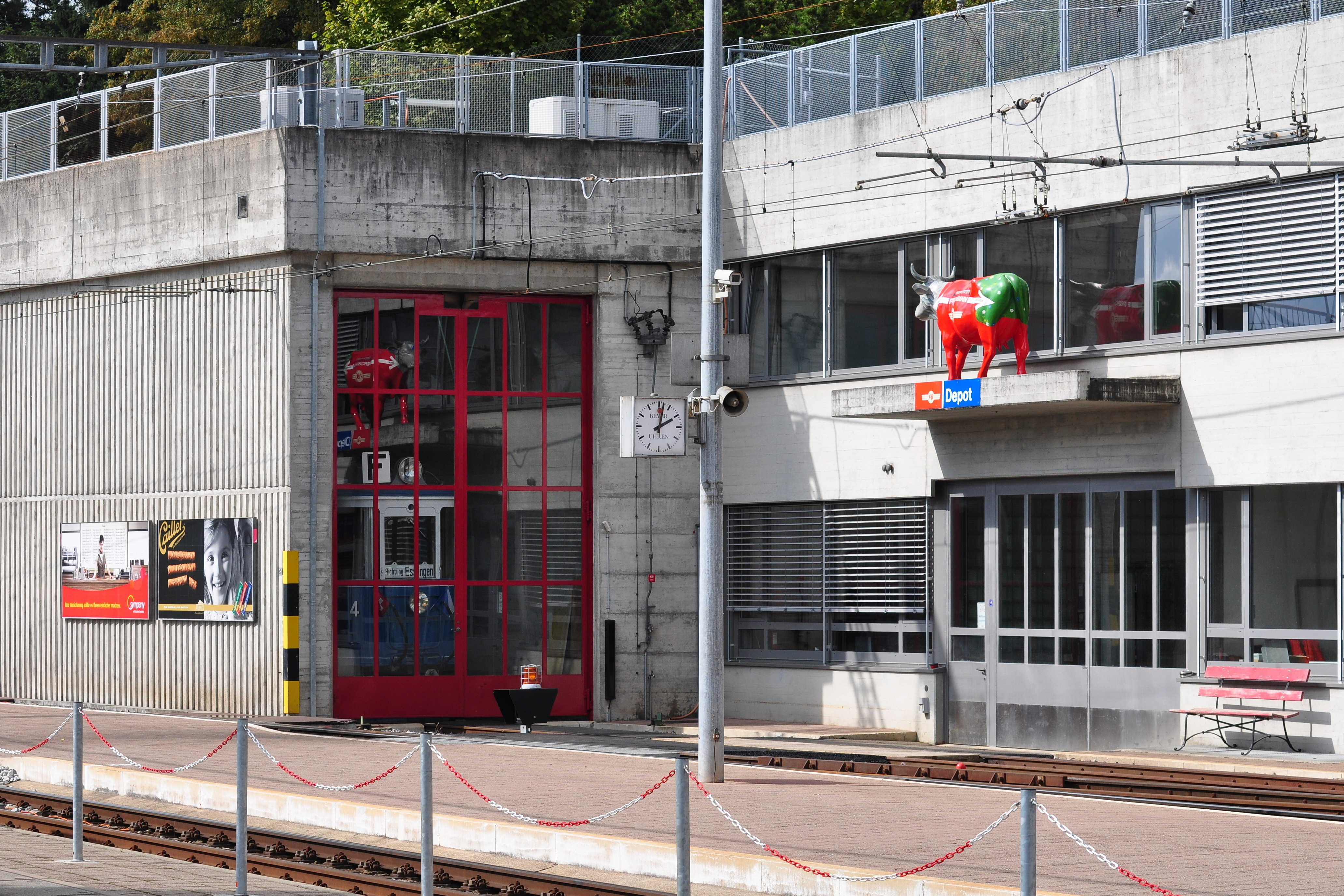
Remise und Depot Forch von 1969

Die 1969 erstellte Depotwerkstätte Forch wurde auf die Wartung von bis zu 50  Meter langen Zügen ausgelegt. Dies reicht für die Be 8/8-Doppeltriebwagen (34,25  Meter Länge) von 1976 und auch für die Be 4/6-Doppelkompositionen (50,30  Meter Länge) von 2004, die sich betrieblich trennen lassen. Die nächste Fahrzeuggeneration sollen betrieblich nicht trennbare, niederflurige 75-Meter-Züge sein, die voraussichtlich ab 2027 die hochflurigen FB 2000 ablösen werden. Als Ersatz des Betriebszentrums Forch mit den Depotanlagen 1 (1969) und 2 (1997) wird beabsichtigt, direkt südlich des Bahnhofs zwischen Kaltensteinstrasse und der Forchautostrasse (A52) ein neues Instandhaltungszentrum zu bauen. Es soll vier Gleise für den Unterhalt und ein Verladegleis umfassen. Die bestehende Depotanlage kann als reine Abstellanlage weitergenutzt werden.
Gerechnet wird mit Kosten von 50  Millionen Franken. Der Baustart ist im zweiten Quartal 2025 geplant, die Bauzeit beträgt rund zweieinhalb Jahre.
Rollmaterialersatz (2022–2028)

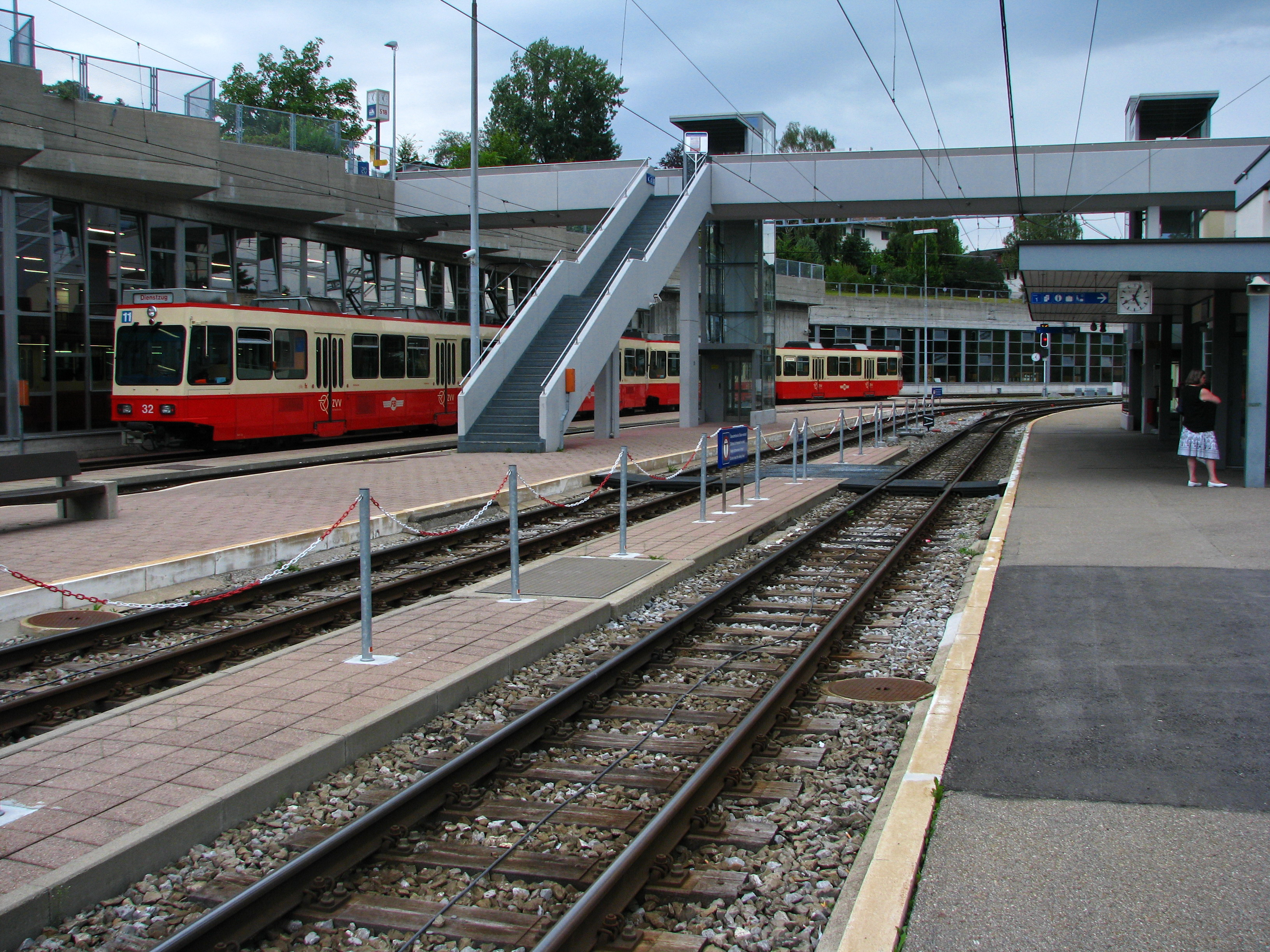
Vierwagenzug FB 2000 vor den Depotanlagen aus den Jahren 1969 und 1997

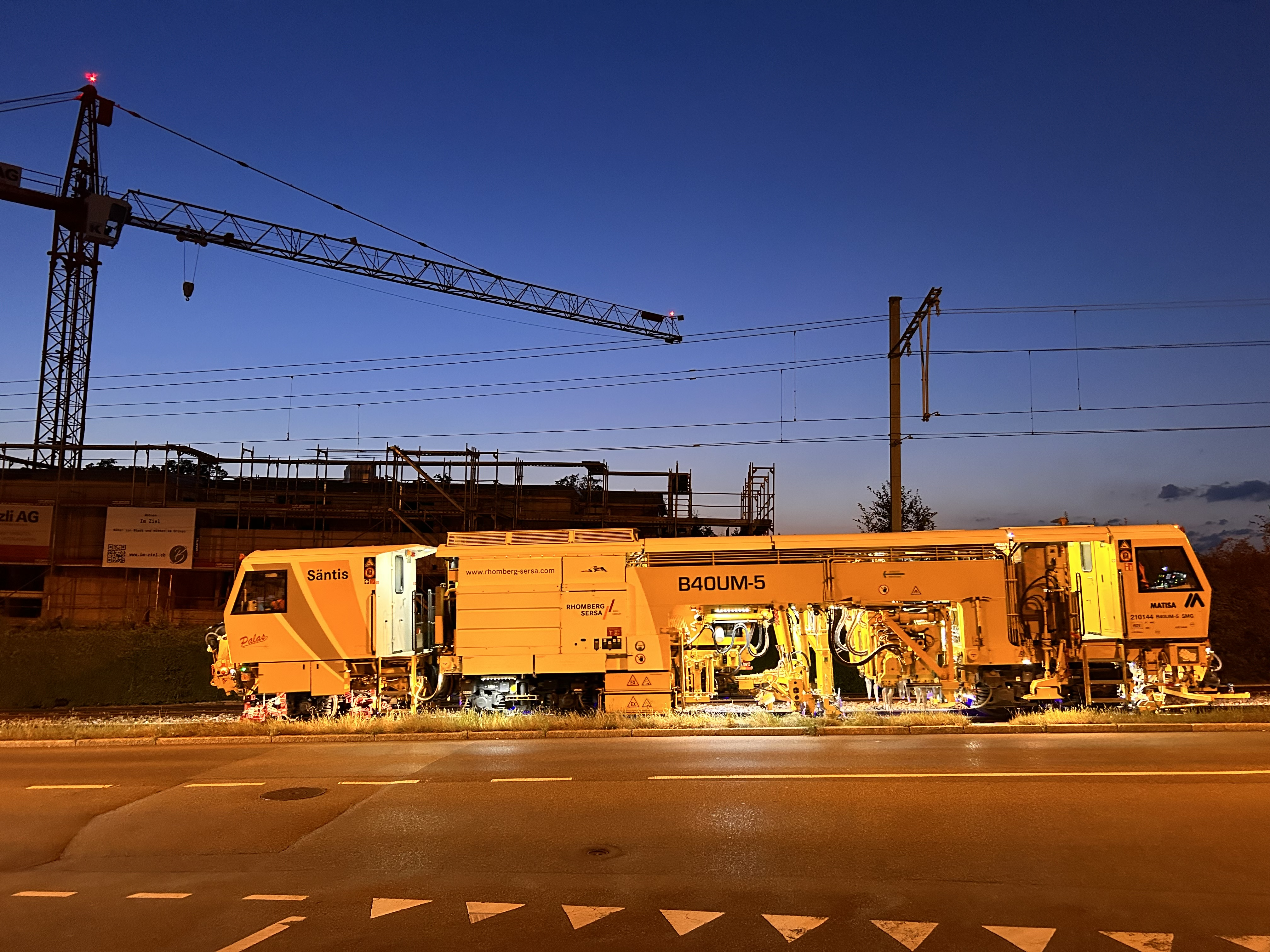
Bauzug im Zollikerberg

Die Fahrzeuggeneration FB 2000 wurde etappenweise über einen vergleichsweise langen Zeitraum von 18 Jahren zwischen 1976 und 1994 beschafft. Für die ältesten Doppeltriebwagen sind nach 45 Betriebsjahren kaum mehr Ersatzteile erhältlich respektive müssen nötigenfalls angefertigt werden, was in langwierigen und kostspieligen Fahrzeugrevisionen resultiert. Die Fahrzeuge sind zudem hochflurig und unklimatisiert, womit sie weder den Anforderungen an die Behindertengerechtigkeit noch aktuellen Komfortanforderungen entsprechen.
Gefahren wird mittlerweile mit bis zu 74 Meter langen Vierwagenzügen respektive 75,5 Meter langen niederflurigen Dreiwagenzügen, welche die Länge der Haltestellen vorgeben, die auf VBZ-Infrastruktur üblicherweise höchstens 45  Meter beträgt. Die als Ersatz zu beschaffenden niederflurigen Zweirichtungsfahrzeuge sollen dementsprechend rund 75 Meter lang werden, wobei durch den Wegfall der Führerstände und Kupplungsbereiche zusätzlicher Raum gewonnen wird. Der Unterhalt der nicht mehr betrieblich trennbaren Fahrzeuge bedingt den Bau einer entsprechend dimensionierten Unterhaltsanlage.
Geplant ist die Beschaffung von acht Garnituren gegenüber den gegenwärtig formierbaren sechs Vierwagenzügen, wobei zukünftig eine Reserve für langfristige Revisionen und eine technische Reserve aufgrund häufiger Kollisionen im Stadtverkehr vorgesehen sind. Gerechnet wird mit Gesamtkosten in Höhe von 95 Millionen Franken; die Ausschreibung soll im dritten Quartal 2022 publiziert werden, und die Inbetriebnahme der Fahrzeuge im Laufe des Jahres 2027 erfolgen.

## Rollmaterial
| Bild               | Gattung | Nummern     | Anzahl | Baujahre  | Bemerkung |
| ------------------ | ------- | ----------- | ------ | --------- | --- |
|                    | CFe 2/2 | 1–5         | 05     | 1912      | CFe 2/2 3–5 erhielten Ende der 1920er Jahre stärkere Motoren, ausser Dienst, Nummer 4 als historisches Fahrzeug erhalten geblieben |
|                    | C       | 11–14       | 05     | 1912      | 1959 Nr. 13 abgebrochen, die restlichen umgebaut und in 111–114 umnummeriert, Nummer 111 als historisches Fahrzeug erhalten und wieder mit Nummer 11 bezeichnet |
|                    | K       | 21–22       | 02     | 1912      | Gedeckte Güterwagen |
|                    | L       | 31–34       | 04     | 1912      | Offene Güterwagen |
|                    | CFe 2/3 | 6           | 01     | 1915      | Als CFe 2/2 6 abgeliefert, 1935 von SLM mit dreiachsigem Lenkuntergestell zum CFe 2/3 umgebaut, Kosename Brigitte aufgrund der Stirnlampen, wurde wegen starker Rostschäden abgebrochen |
|                    | C       | 15          | 01     | 1915      | 1959 in 115 umnummeriert |
|                    | Ce 2/2  | 7–8         | 02     | 1900      | 1933 gebraucht von der Limmattal-Strassenbahn (LSB) erworben, ursprünglich LSB Ce 2/2 1 und 8, im Pendelverkehr Rehalp–Zollikerberg eingesetzt, seit 1958/1967 ausser Dienst. Kosename Lisebethli nach der LSB, die denselben Kosenamen trug. |
|                    | Xe 2/2  | 51          | 01     | 1897      | Ehemaliger Sprengwagen der Strassenbahn Zürich–Oerlikon–Seebach (ZOS), der 1911 von der ZOS aus dem Ce 2/2 1 umgebaut wurde. Das Dienstfahrzeug gelangte 1930 über die Städtische Strassenbahn Zürich (StStZ) an die Forchbahn, wo es bis 1966 als Schneeräumwagen mit Seitenpflug im Einsatz stand und den Kosenamen Do-X trug. Nach einem Kurzschluss in der elektrischen Ausrüstung gelangte das Fahrzeug defekt zum Tram-Museum Zürich (TMZ), wo es 1986 als ZOS Ce 2/2 1 wieder betriebsfähig aufgearbeitet wurde. |
|                    | CFe 4/4 | 9–10        | 02     | 1948      | BDe 4/4 9 zum Schneepflug Xe 4/4 9 umgebaut, BDe 4/4 10 als Partytram erhalten geblieben. Beide wurden von der Wagonfabrik Schlieren gebaut. Sie sind eng verwandt mit den CFe 4/4 5–6 der ehemaligen Sernftalbahn, Drehgestelle mit Innenrahmen ähnlich den Standardwagen Ib. Erste Wagen mit Umgruppierung der Fahrmotoren abhängig von der Fahrleitungsspannung, sodass auch auf dem Strassenbahnabschnitt die volle Leistung erreicht werden konnte. Kosename Dromedar aufgrund der Bremswiderstandsabdeckung auf dem Dach, aber auch Siamesische Zwillinge, als die Wagen in den 1980er Jahren regelmässig in Doppeltraktion mit dem Steuerwagen Bt 101 verkehrten. |
|                    | BDe 4/4 | 11–16       | 06     | 1959–1966 | später in 111–116 umnummeriert, 2004/2005 nach Madagaskar abgegeben |
|                    | Bt      | 101         | 01     | 1959      | Leichtstahlwagenkasten, versenkbare Fenster; wurde 2004 nach Antananarivo, Madagaskar abgegeben |
|                    | B2      | 111–115     | 04     | (1959)    | umgebaute und umnumerierte Anhänger 11–15, die Wagen erhielten Übergänge, Charmilles-Bremse und den crème-roten Anstrich, Wagen 13 wurde nicht umgebaut |
| ähnliches Fahrzeug | B2      | 116–117     | 02     | 1909      | Ende der 1959 gebraucht von der StStZ erworbene Anhänger mit Längssitzen, ursprüngliche Nummern bei StStZ: 501–502, seit 1967 ausser Dienst, andere Wagen aus der gleichen StStZ-Serie wurden von der Forchbahn gemietet |
|                    | B       | 118–119     | 02     | 1930      | 1962 gebraucht von den Transports publics de la région lausannoise (TL) erworben, ursprünglich auf der Überlandbahn Lausanne–Moudon eingesetzt Wagen B 118 wurde 1969 an die Trogenerbahn verkauft, die schon drei ähnliche Wagen der TL besass. Der B 119 stand von 2007 bis Anfang 2021 im Tram-Museum Zürich, er fährt, umgespurt auf 760 mm, seit April 2021 bei der Harbachtalbahn in Rumänien. |
|                    | Bt      | 102–108     | 07     | 1967–1968 | geschweisste Aluminiumkästen, die 1975/1976 ersetzt werden mussten; in den Jahren 2004/2005 nach Madagaskar abgegeben (ausser Bt 107) |
|                    | Be 8/8  | 21/22–31/32 | 12     | 1976–1986 | Doppeltriebwagen in klassischer Technik, 600-Volt-Motoren werden mit Vorschaltwiderständen und Serie-/Parallelschaltung geregelt. Für die mit 1200 Volt elektrifizierte Überlandstrecke sind stets zwei Motoren in Serie geschaltet. Übernamen Kamel, nach den zwei höckerförmigen Luftaufbereitungsgeräten auf dem Dach und Gewächshaus aufgrund der im Vergleich zu den Altfahrzeugen grösseren Fenster. |
|                    | Bt      | 201–204     | 04     | 1981–1982 | Geliefert zu den Be 8/8, können nach Umbau auch mit den Be 4/4 51-58 eingesetzt werden |
|                    | Be 4/4  | 51–58       | 08     | 1994      | Die vierachsigen Triebwagen mit GTO-Stromrichtern und Asynchron-Fahrmotoren können im Prinzip allein fahren, werden in Drei- oder Vierwagenzügen mit Führerständen an beiden Enden eingesetzt, allenfalls zusammen mit Steuerwagen der Serie Bt 201-204. |
|                    | Be 4/6  | 61–73       | 13     | 2004–2005 | |